# Maud Catry
Maud Catry (Courtrai, 4 settembre 1990) è una pallavolista belga.
Gioca nel ruolo di centrale nel Volley Richa Michelbeke.

## Carriera
La carriera di Maud Catry inizia nel 2006 nel Damesvolley Waregem, club a cui resta legata per due annate; in questo periodo fa parte della nazionale under 18 belga oltre ad ottenere le prime convocazioni nella nazionale maggiore. Nella stagione 2008-09 viene ingaggiata dal VDK Gent Damesvolleybalteam, militante in Volleyliga, con cui, in sei stagioni di permanenza, vince la Coppa di Belgio 2008-09, tre Supercoppe belge e lo scudetto 2012-13; dal 2008 al 2009 è nella nazionale under 19 e nazionale under 20.
Nella stagione 2014-15 si trasferisce in Francia per giocare nel Saint-Cloud Paris SF, in Ligue A, dove resta per tre annate, per poi tornare nella massima divisione belga per il campionato 2017-18 con il Volley Richa Michelbeke.

## Palmarès

### Club
- Campionato belga: 1

2012-13
- Coppa del Belgio: 1

2008-09
- Supercoppa belga: 3

2009, 2011, 2013

### Premi individuali
- 2007 - Campionato mondiale under 18: Miglior muro